# Eupithecia columbrata
Eupithecia columbrata là một loài bướm đêm trong họ Geometridae.